# Diamond Baby Blues
Diamond Baby Blues ist das 2018 veröffentlichte vierzehnte Album der kanadischen Sängerin Lee Aaron.

## Hintergrund
Lee Aaron hatte 2016 nach 12 Jahren ihr erstes Album seit Beautiful Things aufgenommen. Fire and Gasoline war gleichzeitig das erste Album seit 22 Jahren, das eine Rückkehr ins Genre der Rock markierte, das die Sängerin insbesondere in den 1980er Jahren besetzt hatte. Sie war in dieser Phase ihres musikalischen Schaffens mit dem Beinamen Queen of Heavy Metal vermarktet worden. Im Ergebnis fiel Fire and Gasoline als „im Kern klassisches Hard-Rock-Album mit modern anmutenden Pop-Melodien und einem leichten Hauch von Punk“ aus.
In das Liveprogramm der anschließenden Tournee nahm Aaron neben ihren früheren Hits und zwei Titeln von Fire and Gasoline auch blueslastige Rocksongs wie Mistreated von Deep Purple (Burn) oder I’m a Woman von Bo Diddley in ihr Programm auf, außerdem präsentierte sie ihren Zuhörern mit Diamond Baby schon ein Lied, das sie erst auf dem zu diesem Zeitpunkt noch aufzunehmenden nächsten Studioalbum veröffentlichte.
2018 nahm Aaron die Arbeiten für ein weiteres Studioalbum auf. Die Aufnahmen wurden in den „Hipposonic Studios“ und im „Studio Chez Jeanne“ in Vancouver durchgeführt und von John Webster produziert.
Aaron nahm dafür auch mehrere Coverversionen auf. Neben den bereits auf der zurückliegenden Tournee präsentierten Mistreated und I’m a Woman nahm sie auch Black Cat von Janet Jackson hinzu. Auch das 1955 erstmals veröffentlichte My Babe von Willie Dixon, dem einzigen Nummer-eins-Hit in den US-amerikanischen R&B-Charts, den dieser je geschrieben hatte, wurde von Aaron für das Album neu interpretiert. Der Titel Cut Way Back, den der US-amerikanische Rock-, Country- und Blues-Musiker und -songwriter Tom Hambridge geschrieben hatte, war bisher noch nicht auf einem Studioalbum veröffentlicht und von Hambridge bisher nur bei eigenen Auftritten gespielt worden.
Diamond Baby Blues enthält daneben fünf Titel, die von Aaron selbst bzw. zusammen mit Musikern ihrer Band geschrieben wurden, zwei weitere Titel sind Fremdkompositionen: Hard Road wurde von den langjährigen AC/DC-Produzenten George Young, Harry Vanda geschrieben, von Clint Ballard Jr. stammte der Titel You’re No Good.
Diamond Baby Blues wurde am 20. April 2018 als CD veröffentlicht und über Online-Musikdienste angeboten.

## Titelliste
| Nr.          | Titel          | Autor(en)                          | Länge |
| ------------ | -------------- | ---------------------------------- | ----- |
| 1.           | Diamond Baby   | Dave Reimer, Lee Aaron             | 3:29  |
| 2.           | Mistreated     | Ritchie Blackmore, David Coverdale | 7:11  |
| 3.           | American High  | Aaron, Sean Kelly                  | 4:12  |
| 4.           | I’m a Woman    | Bo Diddley                         | 4:27  |
| 5.           | Mercy          | Aaron                              | 3:§ 8 |
| 6.           | Best Thing     | Aaron                              | 6:32  |
| 7.           | Black Cat      | Janet Jackson                      | 4:40  |
| 8.           | Hard Road      | George Young, Harry Vanda          | 4:02  |
| 9.           | In the Bedroom | Aaron, Kelly                       | 3:15  |
| 10.          | Cut Way Back   | Tom Hambridge                      | 4:10  |
| 11.          | You’re No Good | Clint Ballard Jr.                  | 2:52  |
| 12.          | My Babe        | Willie Dixon                       | 2:32  |
| Gesamtlänge: | Gesamtlänge:   | Gesamtlänge:                       | 51:05 |

## Rezeption
Holger Stratmann schrieb in Rock Hard, singen könne die Künstlerin „immer noch höllisch gut,“ Diamond Baby Blues sei „bluesiger ausgerichtet“ als das Vorgängeralbum Fire and Gasoline und lasse „mehr Raum für die begleitenden Musiker.“ Aaron klinge „immer dann gut, wenn sie flüssigen Mainstream-Hardrock vertonen“ dürfe, was mit den Liedern Diamond Baby´, American High und Mercy „ziemlich gut“ gelungen sei. Das Material sei „knackig genug gespielt,“ der Autor vermisst insgesamt jedoch „musikalisches Feuer.“ Das Album weise „in die richtige Richtung,“ hätte aber „besser vermehrt auf rotzig-kernigen Radio-Rock“ setzen sollen.
Im Magazin Rocks war Rezensent Amir Shaheen anderer Auffassung: Aaron sei im Bluesrock angekommen, den die mit ihrer „kernig aufrockenden Band aber stramm auf „heavy“ frisiert“ habe. Die Coverversionen interpretiere sie „mit Herz und Seele, als wären es eigene Kreationen,“ auch Janet Jacksons „magere“ Black Cat päppele sie „zu neuem Leben“ auf. Die Songs brächten die „Reichhaltigkeit ihrer Stimme stärker zur Geltung“ und würden „ihrem fortgeschrittenen Alter weit besser“ stehen.